# Херман, Доминго
Доминго Херман Поланко (исп. Domingo Germán Polanco; 4 августа 1992, Сан-Педро-де-Макорис) — доминиканский бейсболист, питчер клуба Главной лиги бейсбола «Питтсбург Пайрэтс». Провёл совершенную игру 28 июня 2023 года, став первым доминиканцем, которому это удалось.

## Биография
Доминго Херман родился 4 августа 1992 года в Сан-Педро-де-Макорисе в Доминиканской Республике. В 2009 году он в статусе международного свободного агента подписал контракт с клубом «Майами Марлинс». Профессиональную карьеру он начал в дочерней команде «Марлинс» в Доминиканской летней лиге, в США переехал в 2012 году. В течение трёх сезонов Херман играл за клубы фарм-системы «Марлинс», продвинувшись до уровня A-лиги. В декабре 2014 года он перешёл в «Нью-Йорк Янкис» в рамках сделки по обмену Мартина Прадо и Дэвида Фелпса. На момент перехода он занимал шестое место в рейтинге лучших игроков системы «Майами».
Сезон 2015 года он полностью пропустил из-за операции по восстановлению связок локтя. После его окончания Херман получил статус свободного агента и в декабре подписал с «Янкис» контракт игрока младшей лиги. В 2016 году он принял участие всего в десяти матчах на уровнях A и A+, в каждом из них сделав не больше 78 подач. Кроме этого, ему требовалось не менее недели на восстановление. К началу следующего сезона Херман восстановился и весной показал хорошие результаты сначала в «Трентон Тандер», а затем в команде AAA-лиги «Скрантон/Уилкс-Барре Рейлрайдерс». В июне 2017 года его вызвали в основной состав «Янкис» вместо травмированного Масахиро Танаки. Играя реливером, до конца чемпионата он провёл на поле 14,1 иннингов в семи играх. В сезоне 2018 года Херман сыграл четырнадцать матчей в роли стартового питчера, ещё в семи выходил на замену. Чемпионат он завершил с пропускаемостью 5,57, но показатели делаемых им страйкаутов и допускаемых уоков находились на хорошем уровне.
В 2019 году Херман вошёл в число питчеров стартовой ротации «Янкис». В регулярном чемпионате он провёл на поле 143 иннинга в 27 играх, заработав показатель пропускаемости 4,03. Его 18 побед стали лучшим результатом в команде. В сентябре против него были выдвинуты обвинения в домашнем насилии, после чего клуб отправил игрока в административный отпуск. Из-за этого Херман не смог принять участие в плей-офф. В январе 2020 года комиссар Главной лиги бейсбола Роб Манфред объявил о его дисквалификации на 81 матч. Так как сезон был сокращён из-за пандемии COVID-19, Херман пропустил его полностью. На поле он вернулся в 2021 году, приняв участие в 22 матчах команды, в том числе в 18 в роли стартового питчера. Он одержал четыре победы при пяти поражениях, его показатель ERA составил 4,58.
По ходу сезона 2022 Херман изменил набор своих подач. Главной среди них по-прежнему оставался кервбол, но он стал меньше использовать фастбол, увеличив долю чейндж-апа и синкера. Увеличилась частота вращения бросаемых им мячей. Сыграв в 15 матчах чемпионата, Херман допустил всего 19 уоков и не допустил ни одной ошибки при подачах. Сезон он закончил с двумя победами и пятью поражениями при пропускаемости 3,61. В 2023 году он остался питчером стартовой ротации «Янкис». Во встрече с «Оклендом» 29 июня Херман провёл совершенную игру, сделав всего 99 подач. Совершенная игра стала 24-й в истории Главной лиги бейсбола и четвёртой в истории «Янкис». Он стал первым уроженцем Доминиканской Республики, добившимся такого успеха. В начале августа Херман был выведен из состава команды после того, как он в состоянии алкогольного опьянения устроил погром в раздевалке и вступил в конфликт с партнёрами и главным тренером Аароном Буном. Позже клуб сообщил, что игрок пройдёт курс лечения от алкогольной зависимости. После окончания сезона он покинул «Янкис». В марте 2024 года Херман подписал контракт игрока младшей лиги на сумму 1,25 млн долларов с «Питтсбургом».
В первой части сезона 2024 года Херман провёл одну игру на уровне A-лиги в команде «Брейдентон Мародерс», после чего был переведён в фарм-клуб AAA-лиги «Индианаполис Индианс». В десяти сыгранных матчах он одержал четыре победы при четырёх поражениях с пропускаемостью 5,36. В июле «Питтсбург» объявил об отчислении питчера, но спустя несколько дней снова подписал с ним новый контракт игрока младшей лиги. В августе Херман впервые сыграл за «Пайрэтс» в Главной лиге бейсбола, выйдя на замену по ходу игры против «Лос-Анджелес Доджерс».